# 2011년 미야기현 해역 지진
2011년 미야기현 해역 지진(일본어: 2011年宮城県沖地震)은 2011년 4월 7일 오후 11:32, 일본 미야기현 연안에서 일어난 릭터 규모 7.2의 지진을 말한다. 이 지진은 지난 2011년 3월 11일 일어났던 도호쿠 지방 태평양 해역 지진의 여진이다. 진앙지는 센다이에서 동쪽으로 66 km 떨어져 있는 곳 태평양판 내부이며 깊이는 약 40 km, 종방향 진폭은 38.2N, 횡방향 진폭은 142.0E이다.
이 지진으로 미야기현과 아키타현에서 화재가 3건, 센다이시를 중심으로 가스누출 사고가 100여건 이상 발생했다. 또한 4명이 사망하고 296명이 부상을 입었다.
여기에 지진 직후 아오모리현의 화력발전소 1기와 아키타현의 화력발전소 4기가 정전되어 392만여 가구가 정전 피해를 입었다. 추가로 지진으로 오나가와 원자력 발전소에서 이어지는 전력선 2-3기가 끊겨져 추가 정전 피해가 발생했다. 도쿄전력에 따르면, 이 지진으로 후쿠시마 제1 원자력 발전소의 인력이 급하게 대피하였으나 추가 시설 피해는 없다고 밝혔다.
이 지진으로 센다이역이 일시적으로 침수되는 피해를 입었다. 지진 발생 당시, 센다이역 뒤편에 섬광이 나타나 주민들을 놀라게 했는데 이는 변전소에서 난 것으로 밝혀졌다.

## 진도
진도5약 이상의 흔들림을 관측한 곳은 다음과 같다.
| 진도 | 도도부현   | 시구정촌 |
| ---- | ---------- | --- |
| 6강  | 미야기현   | 센다이시 (미야기노구) 구리하라시 |
| 6약  | 이와테현   | 오슈시 히라이즈미정 이치노세키시 야하바정 가마이시시 오후나토시 |
| 6약  | 미야기현   | 오나가와정 오히라촌 리후정 마쓰시마정 히가시마쓰시마시 시오가마시 이시노마키시 센다이시 (와카바야시구 아오바구) 가와사키정 자오정 이와누마시 나토리시 오사키시 미사토정 도메시 와쿠야정 |
| 5강  | 아오모리현 | 하치노헤시 |
| 5강  | 이와테현   | 가네가사키정 도노시 기타카미시 하나마키시 하치만타이시 다키자와 촌 모리오카시 스미타정                                                                                                  |
| 5강  | 미야기현   | 도미야 정 다이와정 시치가하마정 야마모토정 와타리정 시바타정 오가와라정 미나미산리쿠정 시카마정 가미정 게센누마시                                                                       |
| 5강  | 아키타현   | 다이센시 요코테시 아키타시 |
| 5강  | 후쿠시마현 | 미나미소마시 이타테촌 신치정 소마시 다테시 다무라시 구니미정 고오리정 |
| 5약  | 아오모리현 | 오이라세정 하시카미정 난부정 고노헤정 |
| 5약  | 이와테현   | 시와정 후다이촌 구지시 미야코시 |
| 5약  | 미야기현   | 센다이 시(다이하쿠구) 마루모리정 무라타정 가쿠다시 시로이시시 |
| 5약  | 아키타현   | 센보쿠시 유자와시 고조메정 |
| 5약  | 야마가타현 | 오이시다정 오바나자와시 가호쿠정 나카야마정 히가시네시 무라야마시 오쿠라촌 후나가타정 모가미정 신조시                                                                                   |
| 5약  | 후쿠시마현 | 후쿠시마시 고리야마시 모토미야시 니혼마쓰시 덴에이촌 가와마타정 다마카와촌 나라하정 후타바정                                                                                            |

## 지진 해일
23시 34분, 미야기현에 1 m 이상의 지진 해일이 올 수 있다며 쓰나미 경보가, 아오모리현 태평양 연안, 이와테현, 후쿠시마현, 이바라키현에 0.5 m의 지진 해일이 올 수 있다며 쓰나미주의보가 발령되었다. 하지만 실제로 그다지 큰 해일이 오지는 않았으며 이 경보는 다음 날인 4월 8일 0시 55분에 모두 해제되었다.

## 같이 보기
- 일본의 지진 목록